# Campeonato Mundial de Voleibol Feminino de 2010
O Campeonato Mundial de Voleibol Feminino de 2010 foi a 16ª edição da principal competição organizada pela Federação Internacional de Voleibol (FIVB). Foi realizada pela segunda vez consecutiva no Japão entre 29 de outubro e 14 de novembro com 24 seleções.
Numa reedição da final de 2006, a Rússia venceu novamente o Brasil por 3 sets a 2 e de forma invicta conquistou o sétimo título mundial de sua história. Após 32 anos longe do pódio, o Japão conquistou a medalha de bronze ao vencer os Estados Unidos por 3 a 2.

## Qualificação
Vinte e quatro vagas estavam em disputa nos torneios de classificação organizados por cada confederação, sendo que duas vagas já estavam destinadas ao Japão, por ser o país-sede, e a Rússia, atual campeã. A Europa teve direito ao maior número de vagas com oito, seguida da América do Norte, Central e Caribe com seis, Ásia com quatro e África e América do Sul com duas vagas cada.
| África (CAVB)      | América do Norte, Central e Caribe (NORCECA)                                      | América do Sul (CSV) | Ásia e Oceania (AVC)                                                  | Europa (CEV)                                                                                                 |
| ------------------ | --------------------------------------------------------------------------------- | -------------------- | --------------------------------------------------------------------- | --- |
| - Quênia - Argélia | - Cuba - Estados Unidos - República Dominicana - Porto Rico - Canadá - Costa Rica | - Brasil - Peru      | - Japão (país-sede) - China - Tailândia - Coreia do Sul - Cazaquistão | - Rússia (atual campeã) - Itália - Chéquia - Sérvia - Croácia - Turquia - Polônia - Alemanha - Países Baixos |

## Sedes

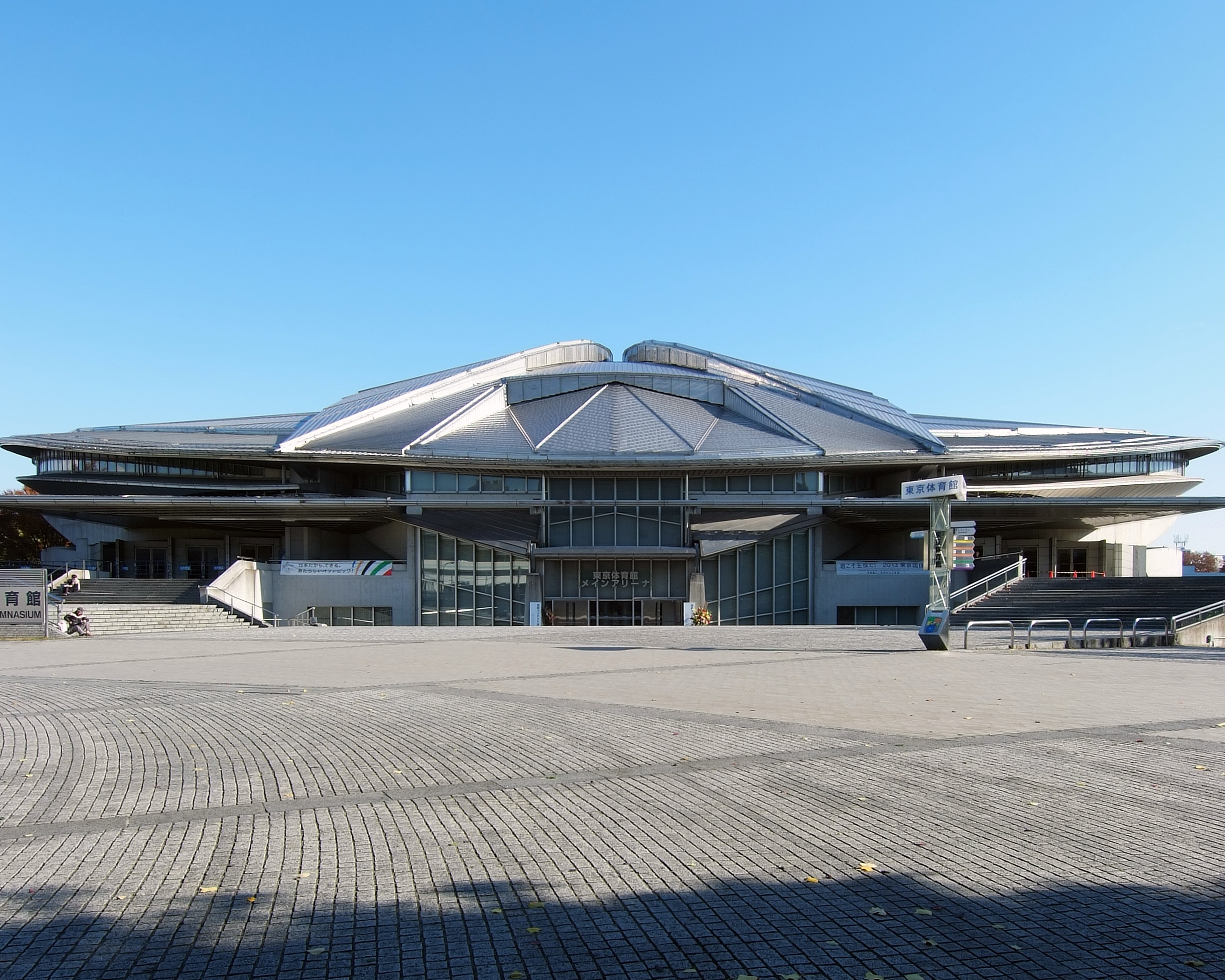
A fase final foi realizada no Tokyo Metropolitan Gymnasium.

Cinco cidades receberam partidas do campeonato:
| Cidade    | Ginásio                           | Capacidade |
| --------- | --------------------------------- | ---------- |
| Tóquio    | Yoyogi National Gymnasium         | 12.000     |
| Tóquio    | Tokyo Metropolitan Gymnasium      | 10.000     |
| Nagoya    | Nippon Gaishi Hall                | 10.000     |
| Osaka     | Osaka Municipal Central Gymnasium | 8.200      |
| Hamamatsu | Hamamatsu Arena                   | 8.000      |
| Matsumoto | Matsumoto City Gymnasium          | 7.000      |

## Fórmula de disputa
A edição de 2010 do Campeonato Mundial feminino foi composta de três fases. Na primeira fase as 24 equipes foram divididas em quatro grupos com seis equipes cada, com as quatro melhores seleções de cada grupo avançando para a segunda fase. Novamente disputada no sistema de grupos, as equipes foram divididas em dois grupos com oito seleções cada um. As duas melhores de cada grupo avançaram as semifinais, onde os perdedores disputaram o terceiro lugar e os vencedores a final.

## Sorteio
O sorteio dos grupos da primeira fase foi realizado em 24 de novembro de 2009 no Grand Prince Akasaka Hotel em Tóquio.
| Grupo A                                                  | Grupo B                                                           | Grupo C                                                                | Grupo D                                                                    |
| -------------------------------------------------------- | ----------------------------------------------------------------- | ---------------------------------------------------------------------- | -------------------------------------------------------------------------- |
| - Japão - Sérvia - Polônia - Peru - Argélia - Costa Rica | - Brasil - Itália - Países Baixos - Quênia - Porto Rico - Chéquia | - Estados Unidos - Cuba - Alemanha - Cazaquistão - Tailândia - Croácia | - China - Rússia - Coreia do Sul - República Dominicana - Turquia - Canadá |

## Primeira fase
|  | Equipes classificadas à segunda fase |

### Grupo A (Tóquio)
|     |            |     | Jogos | Jogos | Jogos | Pontos | Pontos | Pontos | Sets | Sets | Sets  |
| Pos | Equipe     | Pts | T     | V     | D     | V      | P      | R      | V    | P    | R     |
| --- | ---------- | --- | ----- | ----- | ----- | ------ | ------ | ------ | ---- | ---- | ----- |
| 1   | Japão      | 10  | 5     | 5     | 0     | 461    | 351    | 1.313  | 15   | 4    | 3.750 |
| 2   | Sérvia     | 9   | 5     | 4     | 1     | 441    | 378    | 1.167  | 13   | 5    | 2.600 |
| 3   | Polônia    | 8   | 5     | 3     | 2     | 429    | 336    | 1.277  | 12   | 6    | 2,000 |
| 4   | Peru       | 7   | 5     | 2     | 3     | 379    | 398    | 0.952  | 8    | 10   | 0.800 |
| 5   | Costa Rica | 6   | 5     | 1     | 4     | 282    | 381    | 0.740  | 4    | 12   | 0.333 |
| 6   | Argélia    | 5   | 5     | 0     | 5     | 227    | 375    | 0.605  | 0    | 15   | 0,000 |

| 29 de outubro 12:30 (UTC+9) Relatório | Peru | 3 – 0                         | Argélia    | Yoyogi National Gymnasium, Tóquio Público: 1.200 Árbitro(s): TUR Ermihan e CZE Zahorcova |
| 29 de outubro 12:30 (UTC+9) Relatório | 25 - | Set 1 Set 2 Set 3 Set 4 Set 5 | 16 12 18 - | Yoyogi National Gymnasium, Tóquio Público: 1.200 Árbitro(s): TUR Ermihan e CZE Zahorcova |

| 29 de outubro 15:00 (UTC+9) Relatório | Sérvia | 3 – 0                         | Costa Rica | Yoyogi National Gymnasium, Tóquio Público: 2.450 Árbitro(s): VEN Vargas e FRA Vereecke |
| 29 de outubro 15:00 (UTC+9) Relatório | 25 -   | Set 1 Set 2 Set 3 Set 4 Set 5 | 15 18 14 - | Yoyogi National Gymnasium, Tóquio Público: 2.450 Árbitro(s): VEN Vargas e FRA Vereecke |

| 29 de outubro 18:45 (UTC+9) Relatório | Polônia        | 2 – 3                         | Japão       | Yoyogi National Gymnasium, Tóquio Público: 9.000 Árbitro(s): PUR Mercado e NED Loderus |
| 29 de outubro 18:45 (UTC+9) Relatório | 28 25 20 23 12 | Set 1 Set 2 Set 3 Set 4 Set 5 | 26 21 25 15 | Yoyogi National Gymnasium, Tóquio Público: 9.000 Árbitro(s): PUR Mercado e NED Loderus |

| 30 de outubro 12:30 (UTC+9) Relatório | Costa Rica | 3 – 0                         | Argélia    | Yoyogi National Gymnasium, Tóquio Público: 1.650 Árbitro(s): CZE Zahorcova e VEN Vargas |
| 30 de outubro 12:30 (UTC+9) Relatório | 25 -       | Set 1 Set 2 Set 3 Set 4 Set 5 | 18 21 10 - | Yoyogi National Gymnasium, Tóquio Público: 1.650 Árbitro(s): CZE Zahorcova e VEN Vargas |

| 30 de outubro 15:00 (UTC+9) Relatório | Sérvia        | 3 – 1                         | Polônia    | Yoyogi National Gymnasium, Tóquio Público: 4.700 Árbitro(s): NED Loderus e PUR Mercado |
| 30 de outubro 15:00 (UTC+9) Relatório | 19 27 26 25 - | Set 1 Set 2 Set 3 Set 4 Set 5 | 25 24 22 - | Yoyogi National Gymnasium, Tóquio Público: 4.700 Árbitro(s): NED Loderus e PUR Mercado |

| 30 de outubro 19:00 (UTC+9) Relatório | Japão      | 3 – 1                         | Peru          | Yoyogi National Gymnasium, Tóquio Público: 11.000 Árbitro(s): FRA Vereecke e TUR Ermihan |
| 30 de outubro 19:00 (UTC+9) Relatório | 25 22 25 - | Set 1 Set 2 Set 3 Set 4 Set 5 | 15 17 25 14 - | Yoyogi National Gymnasium, Tóquio Público: 11.000 Árbitro(s): FRA Vereecke e TUR Ermihan |

| 31 de outubro 12:30 (UTC+9) Relatório | Peru          | 1 – 3                         | Sérvia     | Yoyogi National Gymnasium, Tóquio Público: 1.600 Árbitro(s): PUR Mercado e NED Loderus |
| 31 de outubro 12:30 (UTC+9) Relatório | 21 25 21 18 - | Set 1 Set 2 Set 3 Set 4 Set 5 | 25 16 25 - | Yoyogi National Gymnasium, Tóquio Público: 1.600 Árbitro(s): PUR Mercado e NED Loderus |

| 31 de outubro 15:00 (UTC+9) Relatório | Polônia | 3 – 0                         | Costa Rica | Yoyogi National Gymnasium, Tóquio Público: 3.200 Árbitro(s): TUR Ermihan e FRA Vereecke |
| 31 de outubro 15:00 (UTC+9) Relatório | 25 -    | Set 1 Set 2 Set 3 Set 4 Set 5 | 14 12 15 - | Yoyogi National Gymnasium, Tóquio Público: 3.200 Árbitro(s): TUR Ermihan e FRA Vereecke |

| 31 de outubro 18:00 (UTC+9) Relatório | Argélia   | 0 – 3                         | Japão | Yoyogi National Gymnasium, Tóquio Público: 7.800 Árbitro(s): VEN Vargas e CZE Zahorcova |
| 31 de outubro 18:00 (UTC+9) Relatório | 18 7 14 - | Set 1 Set 2 Set 3 Set 4 Set 5 | 25 -  | Yoyogi National Gymnasium, Tóquio Público: 7.800 Árbitro(s): VEN Vargas e CZE Zahorcova |

| 2 de novembro 13:00 (UTC+9) Relatório | Sérvia | 3 – 0                         | Argélia    | Yoyogi National Gymnasium, Tóquio Público: 700 Árbitro(s): CZE Zahorcova e VEN Vargas |
| 2 de novembro 13:00 (UTC+9) Relatório | 25 -   | Set 1 Set 2 Set 3 Set 4 Set 5 | 15 12 21 - | Yoyogi National Gymnasium, Tóquio Público: 700 Árbitro(s): CZE Zahorcova e VEN Vargas |

| 2 de novembro 15:30 (UTC+9) Relatório | Polônia | 3 – 0                         | Peru       | Yoyogi National Gymnasium, Tóquio Público: 1.430 Árbitro(s): FRA Vereecke e PUR Mercado |
| 2 de novembro 15:30 (UTC+9) Relatório | 25 -    | Set 1 Set 2 Set 3 Set 4 Set 5 | 10 15 16 - | Yoyogi National Gymnasium, Tóquio Público: 1.430 Árbitro(s): FRA Vereecke e PUR Mercado |

| 2 de novembro 18:45 (UTC+9) Relatório | Costa Rica | 0 – 3                         | Japão | Yoyogi National Gymnasium, Tóquio Público: 5.250 Árbitro(s): NED Loderus e TUR Ermihan |
| 2 de novembro 18:45 (UTC+9) Relatório | 9 13 8 -   | Set 1 Set 2 Set 3 Set 4 Set 5 | 25 -  | Yoyogi National Gymnasium, Tóquio Público: 5.250 Árbitro(s): NED Loderus e TUR Ermihan |

| 3 de novembro 12:30 (UTC+9) Relatório | Peru       | 3 – 1                         | Costa Rica | Yoyogi National Gymnasium, Tóquio Público: 1.750 Árbitro(s): VEN Vargas e CZE Zahorcova |
| 3 de novembro 12:30 (UTC+9) Relatório | 25 32 25 - | Set 1 Set 2 Set 3 Set 4 Set 5 | 18 34 19 - | Yoyogi National Gymnasium, Tóquio Público: 1.750 Árbitro(s): VEN Vargas e CZE Zahorcova |

| 3 de novembro 15:00 (UTC+9) Relatório | Argélia    | 0 – 3                         | Polônia | Yoyogi National Gymnasium, Tóquio Público: 4.200 Árbitro(s): PUR Mercado e NED Loderus |
| 3 de novembro 15:00 (UTC+9) Relatório | 17 16 12 - | Set 1 Set 2 Set 3 Set 4 Set 5 | 25 -    | Yoyogi National Gymnasium, Tóquio Público: 4.200 Árbitro(s): PUR Mercado e NED Loderus |

| 3 de novembro 18:00 (UTC+9) Relatório | Japão         | 3 – 1                         | Sérvia     | Yoyogi National Gymnasium, Tóquio Público: 10.230 Árbitro(s): TUR Ermihan e FRA Vereecke |
| 3 de novembro 18:00 (UTC+9) Relatório | 28 29 18 27 - | Set 1 Set 2 Set 3 Set 4 Set 5 | 26 27 25 - | Yoyogi National Gymnasium, Tóquio Público: 10.230 Árbitro(s): TUR Ermihan e FRA Vereecke |

### Grupo B (Hamamatsu)
|     |               |     | Jogos | Jogos | Jogos | Pontos | Pontos | Pontos | Sets | Sets | Sets  |
| Pos | Equipe        | Pts | T     | V     | D     | V      | P      | R      | V    | P    | R     |
| --- | ------------- | --- | ----- | ----- | ----- | ------ | ------ | ------ | ---- | ---- | ----- |
| 1   | Brasil        | 10  | 5     | 5     | 0     | 410    | 294    | 1.395  | 15   | 2    | 7.500 |
| 2   | Países Baixos | 8   | 5     | 3     | 2     | 386    | 316    | 1.222  | 11   | 6    | 1.833 |
| 3   | Itália        | 8   | 5     | 3     | 2     | 417    | 389    | 1.072  | 11   | 8    | 1.375 |
| 4   | Chéquia       | 8   | 5     | 3     | 2     | 428    | 402    | 1.065  | 11   | 8    | 1.375 |
| 5   | Porto Rico    | 6   | 5     | 1     | 4     | 268    | 362    | 0.740  | 3    | 12   | 0.250 |
| 6   | Quênia        | 5   | 5     | 0     | 5     | 229    | 375    | 0.611  | 0    | 15   | 0,000 |

| 29 de outubro 13:30 (UTC+9) Relatório | Brasil | 3 – 0                         | Quênia     | Hamamatsu Arena, Hamamatsu Público: 850 Árbitro(s): ROU Nastase e SRB Jovanovic |
| 29 de outubro 13:30 (UTC+9) Relatório | 25 -   | Set 1 Set 2 Set 3 Set 4 Set 5 | 15 16 11 - | Hamamatsu Arena, Hamamatsu Público: 850 Árbitro(s): ROU Nastase e SRB Jovanovic |

| 29 de outubro 16:15 (UTC+9) Relatório | Chéquia    | 0 – 3                         | Países Baixos | Hamamatsu Arena, Hamamatsu Público: 425 Árbitro(s): GRE Karampetsos e CHN Liu |
| 29 de outubro 16:15 (UTC+9) Relatório | 24 20 14 - | Set 1 Set 2 Set 3 Set 4 Set 5 | 26 25 -       | Hamamatsu Arena, Hamamatsu Público: 425 Árbitro(s): GRE Karampetsos e CHN Liu |

| 29 de outubro 18:45 (UTC+9) Relatório | Porto Rico | 0 – 3                         | Itália | Hamamatsu Arena, Hamamatsu Público: 435 Árbitro(s): THA Jirakakul e RUS Zenovich |
| 29 de outubro 18:45 (UTC+9) Relatório | 20 11 18 - | Set 1 Set 2 Set 3 Set 4 Set 5 | 25 -   | Hamamatsu Arena, Hamamatsu Público: 435 Árbitro(s): THA Jirakakul e RUS Zenovich |

| 30 de outubro 13:00 (UTC+9) Relatório | Chéquia       | 2 – 3                         | Brasil         | Hamamatsu Arena, Hamamatsu Público: 2.797 Árbitro(s): RUS Zenovich e THA Jirakakul |
| 30 de outubro 13:00 (UTC+9) Relatório | 25 22 25 20 9 | Set 1 Set 2 Set 3 Set 4 Set 5 | 22 25 23 25 15 | Hamamatsu Arena, Hamamatsu Público: 2.797 Árbitro(s): RUS Zenovich e THA Jirakakul |

| 30 de outubro 15:30 (UTC+9) Relatório | Quênia     | 0 – 3                         | Porto Rico | Hamamatsu Arena, Hamamatsu Público: 1.478 Árbitro(s): SRB Jovanovic e GRE Karampetsos |
| 30 de outubro 15:30 (UTC+9) Relatório | 20 23 19 - | Set 1 Set 2 Set 3 Set 4 Set 5 | 25 -       | Hamamatsu Arena, Hamamatsu Público: 1.478 Árbitro(s): SRB Jovanovic e GRE Karampetsos |

| 30 de outubro 18:00 (UTC+9) Relatório | Países Baixos  | 2 – 3                         | Itália      | Hamamatsu Arena, Hamamatsu Público: 1.730 Árbitro(s): CHN Liu e ROU Nastase |
| 30 de outubro 18:00 (UTC+9) Relatório | 25 21 23 28 12 | Set 1 Set 2 Set 3 Set 4 Set 5 | 18 25 26 15 | Hamamatsu Arena, Hamamatsu Público: 1.730 Árbitro(s): CHN Liu e ROU Nastase |

| 31 de outubro 13:00 (UTC+9) Relatório | Porto Rico | 0 – 3                         | Chéquia | Hamamatsu Arena, Hamamatsu Público: 1.857 Árbitro(s): ROU Nastase e CHN Liu |
| 31 de outubro 13:00 (UTC+9) Relatório | 14 17 -    | Set 1 Set 2 Set 3 Set 4 Set 5 | 25 - -  | Hamamatsu Arena, Hamamatsu Público: 1.857 Árbitro(s): ROU Nastase e CHN Liu |

| 31 de outubro 15:30 (UTC+9) Relatório | Itália | 3 – 0                         | Quênia   | Hamamatsu Arena, Hamamatsu Público: 3.192 Árbitro(s): GRE Karampetsos e THA Jirakakul |
| 31 de outubro 15:30 (UTC+9) Relatório | 25 - - | Set 1 Set 2 Set 3 Set 4 Set 5 | 9 7 21 - | Hamamatsu Arena, Hamamatsu Público: 3.192 Árbitro(s): GRE Karampetsos e THA Jirakakul |

| 31 de outubro 18:00 (UTC+9) Relatório | Brasil | 3 – 0                         | Países Baixos | Hamamatsu Arena, Hamamatsu Público: 3.711 Árbitro(s): SRB Jovanovic e RUS Zenovich |
| 31 de outubro 18:00 (UTC+9) Relatório | 25 - - | Set 1 Set 2 Set 3 Set 4 Set 5 | 19 18 14 -    | Hamamatsu Arena, Hamamatsu Público: 3.711 Árbitro(s): SRB Jovanovic e RUS Zenovich |

| 2 de novembro 13:30 (UTC+9) Relatório | Brasil | 3 – 0                         | Porto Rico | Hamamatsu Arena, Hamamatsu Público: 957 Árbitro(s): CHN Liu e ROU Nastase |
| 2 de novembro 13:30 (UTC+9) Relatório | 25 - - | Set 1 Set 2 Set 3 Set 4 Set 5 | 20 18 20 - | Hamamatsu Arena, Hamamatsu Público: 957 Árbitro(s): CHN Liu e ROU Nastase |

| 2 de novembro 16:15 (UTC+9) Relatório | Países Baixos | 3 – 0                         | Quênia    | Hamamatsu Arena, Hamamatsu Público: 514 Árbitro(s): THA Jirakakul e SRB Jovanovic |
| 2 de novembro 16:15 (UTC+9) Relatório | 25 - -        | Set 1 Set 2 Set 3 Set 4 Set 5 | 8 14 11 - | Hamamatsu Arena, Hamamatsu Público: 514 Árbitro(s): THA Jirakakul e SRB Jovanovic |

| 2 de novembro 18:45 (UTC+9) Relatório | Chéquia     | 3 – 2                         | Itália         | Hamamatsu Arena, Hamamatsu Público: 537 Árbitro(s): GRE Karampetsos e RUS Zenovich |
| 2 de novembro 18:45 (UTC+9) Relatório | 25 27 25 17 | Set 1 Set 2 Set 3 Set 4 Set 5 | 27 29 23 22 15 | Hamamatsu Arena, Hamamatsu Público: 537 Árbitro(s): GRE Karampetsos e RUS Zenovich |

| 3 de novembro 13:00 (UTC+9) Relatório | Porto Rico | 0 – 3                         | Países Baixos | Hamamatsu Arena, Hamamatsu Público: 1.781 Árbitro(s): ROU Nastase GRE Karampetsos |
| 3 de novembro 13:00 (UTC+9) Relatório | 12 13 16 - | Set 1 Set 2 Set 3 Set 4 Set 5 | 25 -          | Hamamatsu Arena, Hamamatsu Público: 1.781 Árbitro(s): ROU Nastase GRE Karampetsos |

| 3 de novembro 15:30 (UTC+9) Relatório | Quênia     | 0 – 3                         | Chéquia | Hamamatsu Arena, Hamamatsu Público: 2.246 Árbitro(s): SRB Jovanovic e THA Jirakakul |
| 3 de novembro 15:30 (UTC+9) Relatório | 20 15 20 - | Set 1 Set 2 Set 3 Set 4 Set 5 | 25 -    | Hamamatsu Arena, Hamamatsu Público: 2.246 Árbitro(s): SRB Jovanovic e THA Jirakakul |

| 3 de novembro 18:00 (UTC+9) Relatório | Itália    | 0 – 3                         | Brasil | Hamamatsu Arena, Hamamatsu Público: 3.712 Árbitro(s): RUS Zenovich e CHN Liu |
| 3 de novembro 18:00 (UTC+9) Relatório | 16 19 7 - | Set 1 Set 2 Set 3 Set 4 Set 5 | 25 -   | Hamamatsu Arena, Hamamatsu Público: 3.712 Árbitro(s): RUS Zenovich e CHN Liu |

### Grupo C (Matsumoto)
|     |                |     | Jogos | Jogos | Jogos | Pontos | Pontos | Pontos | Sets | Sets | Sets  |
| Pos | Equipe         | Pts | T     | V     | D     | V      | P      | R      | V    | P    | R     |
| --- | -------------- | --- | ----- | ----- | ----- | ------ | ------ | ------ | ---- | ---- | ----- |
| 1   | Estados Unidos | 10  | 5     | 5     | 0     | 426    | 350    | 1.217  | 15   | 2    | 7.500 |
| 2   | Alemanha       | 9   | 5     | 4     | 1     | 366    | 293    | 1.249  | 12   | 3    | 4,000 |
| 3   | Cuba           | 7   | 5     | 2     | 3     | 430    | 433    | 0.993  | 7    | 11   | 0.636 |
| 4   | Tailândia      | 7   | 5     | 2     | 3     | 360    | 375    | 0.960  | 7    | 10   | 0.700 |
| 5   | Croácia        | 7   | 5     | 2     | 3     | 320    | 356    | 0.899  | 6    | 9    | 0.667 |
| 6   | Cazaquistão    | 5   | 5     | 0     | 5     | 335    | 430    | 0.779  | 3    | 15   | 0.200 |

| 29 de outubro 13:30 (UTC+9) Relatório | Alemanha | 3 – 0                         | Cazaquistão | Matsumoto City Gymnasium, Matsumoto Público: 3.820 Árbitro(s): KUW Alenezi e KOR Kim |
| 29 de outubro 13:30 (UTC+9) Relatório | 25 -     | Set 1 Set 2 Set 3 Set 4 Set 5 | 21 14 16 -  | Matsumoto City Gymnasium, Matsumoto Público: 3.820 Árbitro(s): KUW Alenezi e KOR Kim |

| 29 de outubro 16:15 (UTC+9) Relatório | Estados Unidos | 3 – 1                         | Tailândia  | Matsumoto City Gymnasium, Matsumoto Público: 1.740 Árbitro(s): ESP Rodríguez e SVK Mokry |
| 29 de outubro 16:15 (UTC+9) Relatório | 23 25 -        | Set 1 Set 2 Set 3 Set 4 Set 5 | 25 17 21 - | Matsumoto City Gymnasium, Matsumoto Público: 1.740 Árbitro(s): ESP Rodríguez e SVK Mokry |

| 29 de outubro 19:00 (UTC+9) Relatório | Croácia    | 3 – 0                         | Cuba       | Matsumoto City Gymnasium, Matsumoto Público: 1.740 Árbitro(s): CMR Kamdoum e JPN Tano |
| 29 de outubro 19:00 (UTC+9) Relatório | 25 34 25 - | Set 1 Set 2 Set 3 Set 4 Set 5 | 23 32 21 - | Matsumoto City Gymnasium, Matsumoto Público: 1.740 Árbitro(s): CMR Kamdoum e JPN Tano |

| 30 de outubro 13:00 (UTC+9) Relatório | Estados Unidos | 3 – 0                         | Croácia    | Matsumoto City Gymnasium, Matsumoto Público: 2.150 Árbitro(s): JPN Tano e CMR Kamdoum |
| 30 de outubro 13:00 (UTC+9) Relatório | 25 -           | Set 1 Set 2 Set 3 Set 4 Set 5 | 16 13 23 - | Matsumoto City Gymnasium, Matsumoto Público: 2.150 Árbitro(s): JPN Tano e CMR Kamdoum |

| 30 de outubro 15:30 (UTC+9) Relatório | Tailândia  | 3 – 1                         | Cazaquistão   | Matsumoto City Gymnasium, Matsumoto Público: 2.320 Árbitro(s): SVK Mokry e KUW Alenezi |
| 30 de outubro 15:30 (UTC+9) Relatório | 25 20 25 - | Set 1 Set 2 Set 3 Set 4 Set 5 | 16 18 25 16 - | Matsumoto City Gymnasium, Matsumoto Público: 2.320 Árbitro(s): SVK Mokry e KUW Alenezi |

| 30 de outubro 18:00 (UTC+9) Relatório | Cuba       | 0 – 3                         | Alemanha | Matsumoto City Gymnasium, Matsumoto Público: 2.020 Árbitro(s): KOR Kim e ESP Rodríguez |
| 30 de outubro 18:00 (UTC+9) Relatório | 24 17 23 - | Set 1 Set 2 Set 3 Set 4 Set 5 | 26 25 -  | Matsumoto City Gymnasium, Matsumoto Público: 2.020 Árbitro(s): KOR Kim e ESP Rodríguez |

| 31 de outubro 13:00 (UTC+9) Relatório | Cazaquistão | 2 – 3                         | Cuba           | Matsumoto City Gymnasium, Matsumoto Público: 1.880 Árbitro(s): ESP Rodríguez e JPN Tano |
| 31 de outubro 13:00 (UTC+9) Relatório | 25 15 25 10 | Set 1 Set 2 Set 3 Set 4 Set 5 | 20 25 27 23 15 | Matsumoto City Gymnasium, Matsumoto Público: 1.880 Árbitro(s): ESP Rodríguez e JPN Tano |

| 31 de outubro 15:45 (UTC+9) Relatório | Croácia    | 0 – 3                         | Tailândia | Matsumoto City Gymnasium, Matsumoto Público: 2.150 Árbitro(s): CMR Kamdoum e SVK Mokry |
| 31 de outubro 15:45 (UTC+9) Relatório | 15 14 17 - | Set 1 Set 2 Set 3 Set 4 Set 5 | 25 -      | Matsumoto City Gymnasium, Matsumoto Público: 2.150 Árbitro(s): CMR Kamdoum e SVK Mokry |

| 31 de outubro 18:00 (UTC+9) Relatório | Alemanha   | 0 – 3                         | Estados Unidos | Matsumoto City Gymnasium, Matsumoto Público: 1.780 Árbitro(s): KUW Alenezi e KOR Kim |
| 31 de outubro 18:00 (UTC+9) Relatório | 23 24 17 - | Set 1 Set 2 Set 3 Set 4 Set 5 | 25 26 25 -     | Matsumoto City Gymnasium, Matsumoto Público: 1.780 Árbitro(s): KUW Alenezi e KOR Kim |

| 2 de novembro 13:30 (UTC+9) Relatório | Croácia    | 0 – 3                         | Alemanha | Matsumoto City Gymnasium, Matsumoto Público: 3.690 Árbitro(s): SVK Mokry e ESP Rodríguez |
| 2 de novembro 13:30 (UTC+9) Relatório | 24 18 21 - | Set 1 Set 2 Set 3 Set 4 Set 5 | 26 25 -  | Matsumoto City Gymnasium, Matsumoto Público: 3.690 Árbitro(s): SVK Mokry e ESP Rodríguez |

| 2 de novembro 16:15 (UTC+9) Relatório | Tailândia  | 0 – 3                         | Cuba       | Matsumoto City Gymnasium, Matsumoto Público: 1.550 Árbitro(s): JPN Tano e KUW Alenezi |
| 2 de novembro 16:15 (UTC+9) Relatório | 19 27 25 - | Set 1 Set 2 Set 3 Set 4 Set 5 | 25 29 27 - | Matsumoto City Gymnasium, Matsumoto Público: 1.550 Árbitro(s): JPN Tano e KUW Alenezi |

| 2 de novembro 18:45 (UTC+9) Relatório | Estados Unidos | 3 – 0                         | Cazaquistão | Matsumoto City Gymnasium, Matsumoto Público: 1.080 Árbitro(s): KOR Kim e CMR Kamdoum |
| 2 de novembro 18:45 (UTC+9) Relatório | 25 -           | Set 1 Set 2 Set 3 Set 4 Set 5 | 17 19 -     | Matsumoto City Gymnasium, Matsumoto Público: 1.080 Árbitro(s): KOR Kim e CMR Kamdoum |

| 3 de novembro 13:00 (UTC+9) Relatório | Cazaquistão | 0 – 3                         | Croácia | Matsumoto City Gymnasium, Matsumoto Público: 1.230 Árbitro(s): CMR Kamdoum e JPN Tano |
| 3 de novembro 13:00 (UTC+9) Relatório | 19 17 18 -  | Set 1 Set 2 Set 3 Set 4 Set 5 | 25 -    | Matsumoto City Gymnasium, Matsumoto Público: 1.230 Árbitro(s): CMR Kamdoum e JPN Tano |

| 3 de novembro 15:30 (UTC+9) Relatório | Alemanha | 3 – 0                         | Tailândia  | Matsumoto City Gymnasium, Matsumoto Público: 3.250 Árbitro(s): ESP Rodríguez e KOR Kim |
| 3 de novembro 15:30 (UTC+9) Relatório | 25 -     | Set 1 Set 2 Set 3 Set 4 Set 5 | 14 15 10 - | Matsumoto City Gymnasium, Matsumoto Público: 3.250 Árbitro(s): ESP Rodríguez e KOR Kim |

| 3 de novembro 18:00 (UTC+9) Relatório | Cuba          | 1 – 3                         | Estados Unidos | Matsumoto City Gymnasium, Matsumoto Público: 4.170 Árbitro(s): KUW Alenezi e SVK Mokry |
| 3 de novembro 18:00 (UTC+9) Relatório | 28 23 25 23 - | Set 1 Set 2 Set 3 Set 4 Set 5 | 30 25 22 25 -  | Matsumoto City Gymnasium, Matsumoto Público: 4.170 Árbitro(s): KUW Alenezi e SVK Mokry |

### Grupo D (Osaka)
|     |                      |     | Jogos | Jogos | Jogos | Pontos | Pontos | Pontos | Sets | Sets | Sets  |
| Pos | Equipe               | Pts | T     | V     | D     | V      | P      | R      | V    | P    | R     |
| --- | -------------------- | --- | ----- | ----- | ----- | ------ | ------ | ------ | ---- | ---- | ----- |
| 1   | Rússia               | 10  | 5     | 5     | 0     | 440    | 329    | 1.337  | 15   | 3    | 5,000 |
| 2   | Coreia do Sul        | 9   | 5     | 4     | 1     | 411    | 389    | 1.057  | 13   | 5    | 2.600 |
| 3   | Turquia              | 8   | 5     | 3     | 2     | 493    | 464    | 1.063  | 12   | 11   | 1.091 |
| 4   | China                | 7   | 5     | 2     | 3     | 352    | 336    | 1.048  | 7    | 9    | 0.778 |
| 5   | República Dominicana | 6   | 5     | 1     | 4     | 377    | 445    | 0.847  | 6    | 13   | 0.462 |
| 6   | Canadá               | 5   | 5     | 0     | 5     | 318    | 428    | 0.743  | 3    | 15   | 0.200 |

| 29 de outubro 13:30 (UTC+9) Relatório | Rússia  | 3 – 1                         | República Dominicana | Osaka Municipal Central Gymnasium, Osaka Público: 390 Árbitro(s): ITA Cinti e IRI Shahmiri |
| 29 de outubro 13:30 (UTC+9) Relatório | 21 25 - | Set 1 Set 2 Set 3 Set 4 Set 5 | 25 9 17 11 -         | Osaka Municipal Central Gymnasium, Osaka Público: 390 Árbitro(s): ITA Cinti e IRI Shahmiri |

| 29 de outubro 16:15 (UTC+9) Relatório | Canadá  | 0 – 3                         | Coreia do Sul | Osaka Municipal Central Gymnasium, Osaka Público: 510 Árbitro(s): ISR Eizikovits e BRA Cimino |
| 29 de outubro 16:15 (UTC+9) Relatório | 19 14 - | Set 1 Set 2 Set 3 Set 4 Set 5 | 25 -          | Osaka Municipal Central Gymnasium, Osaka Público: 510 Árbitro(s): ISR Eizikovits e BRA Cimino |

| 29 de outubro 18:45 (UTC+9) Relatório | Turquia | 3 – 1                         | China         | Osaka Municipal Central Gymnasium, Osaka Público: 530 Árbitro(s): USA Stahl e CUB Castillo Pérez |
| 29 de outubro 18:45 (UTC+9) Relatório | 19 25 - | Set 1 Set 2 Set 3 Set 4 Set 5 | 25 14 20 17 - | Osaka Municipal Central Gymnasium, Osaka Público: 530 Árbitro(s): USA Stahl e CUB Castillo Pérez |

| 30 de outubro 13:00 (UTC+9) Relatório | Rússia | 3 – 1                         | Turquia       | Osaka Municipal Central Gymnasium, Osaka Público: 1.250 Árbitro(s): BRA Cimino e USA Stahl |
| 30 de outubro 13:00 (UTC+9) Relatório | 25 -   | Set 1 Set 2 Set 3 Set 4 Set 5 | 27 22 11 17 - | Osaka Municipal Central Gymnasium, Osaka Público: 1.250 Árbitro(s): BRA Cimino e USA Stahl |

| 30 de outubro 15:30 (UTC+9) Relatório | República Dominicana | 0 – 3                         | Coreia do Sul | Osaka Municipal Central Gymnasium, Osaka Público: 1.700 Árbitro(s): CUB Castillo Pérez e ISR Eizikovits |
| 30 de outubro 15:30 (UTC+9) Relatório | 27 23 20 -           | Set 1 Set 2 Set 3 Set 4 Set 5 | 29 25 -       | Osaka Municipal Central Gymnasium, Osaka Público: 1.700 Árbitro(s): CUB Castillo Pérez e ISR Eizikovits |

| 30 de outubro 18:00 (UTC+9) Relatório | China | 3 – 0                         | Canadá     | Osaka Municipal Central Gymnasium, Osaka Público: 1.590 Árbitro(s): IRI Shahmiri e ITA Cinti |
| 30 de outubro 18:00 (UTC+9) Relatório | 25 -  | Set 1 Set 2 Set 3 Set 4 Set 5 | 16 19 10 - | Osaka Municipal Central Gymnasium, Osaka Público: 1.590 Árbitro(s): IRI Shahmiri e ITA Cinti |

| 31 de outubro 13:00 (UTC+9) Relatório | Turquia  | 3 – 2                         | República Dominicana | Osaka Municipal Central Gymnasium, Osaka Público: 1.410 Árbitro(s): ISR Eizikovits e BRA Cimino |
| 31 de outubro 13:00 (UTC+9) Relatório | 25 23 17 | Set 1 Set 2 Set 3 Set 4 Set 5 | 20 14 25 15          | Osaka Municipal Central Gymnasium, Osaka Público: 1.410 Árbitro(s): ISR Eizikovits e BRA Cimino |

| 31 de outubro 15:45 (UTC+9) Relatório | Canadá     | 0 – 3                         | Rússia | Osaka Municipal Central Gymnasium, Osaka Público: 1.670 Árbitro(s): USA Stahl e IRI Shahmiri |
| 31 de outubro 15:45 (UTC+9) Relatório | 13 16 21 - | Set 1 Set 2 Set 3 Set 4 Set 5 | 25 -   | Osaka Municipal Central Gymnasium, Osaka Público: 1.670 Árbitro(s): USA Stahl e IRI Shahmiri |

| 31 de outubro 18:00 (UTC+9) Relatório | Coreia do Sul | 3 – 0                         | China   | Osaka Municipal Central Gymnasium, Osaka Público: 2.240 Árbitro(s): ITA Cinti e CUB Castillo Pérez |
| 31 de outubro 18:00 (UTC+9) Relatório | 25 -          | Set 1 Set 2 Set 3 Set 4 Set 5 | 22 23 - | Osaka Municipal Central Gymnasium, Osaka Público: 2.240 Árbitro(s): ITA Cinti e CUB Castillo Pérez |

| 2 de novembro 13:30 (UTC+9) Relatório | Turquia     | 3 – 2                         | Canadá     | Osaka Municipal Central Gymnasium, Osaka Público: 770 Árbitro(s): IRI Shahmiri e ISR Eizikovits |
| 2 de novembro 13:30 (UTC+9) Relatório | 19 20 25 15 | Set 1 Set 2 Set 3 Set 4 Set 5 | 25 14 17 8 | Osaka Municipal Central Gymnasium, Osaka Público: 770 Árbitro(s): IRI Shahmiri e ISR Eizikovits |

| 2 de novembro 16:15 (UTC+9) Relatório | Rússia     | 3 – 1                         | Coreia do Sul | Osaka Municipal Central Gymnasium, Osaka Público: 860 Árbitro(s): CUB Castillo Pérez e BRA Cimino |
| 2 de novembro 16:15 (UTC+9) Relatório | 25 19 25 - | Set 1 Set 2 Set 3 Set 4 Set 5 | 18 17 25 22 - | Osaka Municipal Central Gymnasium, Osaka Público: 860 Árbitro(s): CUB Castillo Pérez e BRA Cimino |

| 2 de novembro 18:45 (UTC+9) Relatório | República Dominicana | 0 – 3                         | China | Osaka Municipal Central Gymnasium, Osaka Público: 670 Árbitro(s): ITA Cinti e USA Stahl |
| 2 de novembro 18:45 (UTC+9) Relatório | 12 21 14 -           | Set 1 Set 2 Set 3 Set 4 Set 5 | 25 -  | Osaka Municipal Central Gymnasium, Osaka Público: 670 Árbitro(s): ITA Cinti e USA Stahl |

| 3 de novembro 13:00 (UTC+9) Relatório | Canadá        | 1 – 3                         | República Dominicana | Osaka Municipal Central Gymnasium, Osaka Público: 1.200 Árbitro(s): ISR Eizikovits e CUB Castillo Pérez |
| 3 de novembro 13:00 (UTC+9) Relatório | 25 26 11 20 - | Set 1 Set 2 Set 3 Set 4 Set 5 | 21 28 25 -           | Osaka Municipal Central Gymnasium, Osaka Público: 1.200 Árbitro(s): ISR Eizikovits e CUB Castillo Pérez |

| 3 de novembro 15:30 (UTC+9) Relatório | Coreia do Sul | 3 – 2                         | Turquia     | Osaka Municipal Central Gymnasium, Osaka Público: 2.060 Árbitro(s): USA Stahl e ITA Cinti |
| 3 de novembro 15:30 (UTC+9) Relatório | 16 25 19 15   | Set 1 Set 2 Set 3 Set 4 Set 5 | 25 21 25 13 | Osaka Municipal Central Gymnasium, Osaka Público: 2.060 Árbitro(s): USA Stahl e ITA Cinti |

| 3 de novembro 18:10 (UTC+9) Relatório | China      | 0 – 3                         | Rússia | Osaka Municipal Central Gymnasium, Osaka Público: 2.510 Árbitro(s): BRA Cimino e IRI Shahmiri |
| 3 de novembro 18:10 (UTC+9) Relatório | 22 17 19 - | Set 1 Set 2 Set 3 Set 4 Set 5 | 25 -   | Osaka Municipal Central Gymnasium, Osaka Público: 2.510 Árbitro(s): BRA Cimino e IRI Shahmiri |

## Segunda fase
Os resultados obtidos na fase anterior continuam valendo, sendo que as equipes que estavam em um grupo continuam no mesmo grupo para essa fase. Porém os times só enfrentam os adversários que ainda não haviam enfrentado, num total de quatro partidas. As duas melhores equipes classificam-se as semifinais.
|  | Zona de classificação às semifinais             |
|  | Zona de classificação à disputa de 5º–8º lugar  |
|  | Zona de classificação à disputa de 9º–12º lugar |

### Grupo E (Tóquio)
|     |               |     | Jogos | Jogos | Jogos | Pontos | Pontos | Pontos | Sets | Sets | Sets  |
| Pos | Equipe        | Pts | T     | V     | D     | V      | P      | R      | V    | P    | R     |
| --- | ------------- | --- | ----- | ----- | ----- | ------ | ------ | ------ | ---- | ---- | ----- |
| 1   | Rússia        | 14  | 7     | 7     | 0     | 600    | 448    | 1.339  | 21   | 3    | 7,000 |
| 2   | Japão         | 12  | 7     | 5     | 2     | 644    | 616    | 1.045  | 17   | 11   | 1.545 |
| 3   | Sérvia        | 11  | 7     | 4     | 3     | 556    | 577    | 0.964  | 13   | 12   | 1.083 |
| 4   | Turquia       | 10  | 7     | 3     | 4     | 598    | 583    | 1.026  | 14   | 13   | 1.077 |
| 5   | Polônia       | 10  | 7     | 3     | 4     | 612    | 604    | 1.013  | 12   | 15   | 0.800 |
| 6   | China         | 10  | 7     | 3     | 4     | 543    | 549    | 0.989  | 11   | 13   | 0.846 |
| 7   | Coreia do Sul | 10  | 7     | 3     | 4     | 569    | 600    | 0.948  | 12   | 15   | 0.800 |
| 8   | Peru          | 7   | 7     | 0     | 7     | 442    | 587    | 0.753  | 3    | 21   | 0.143 |

| 6 de novembro 10:30 (UTC+9) Relatório | Sérvia     | 0 – 3                         | Turquia | Yoyogi National Stadium, Tóquio Público: 1.400 Árbitro(s): FRA Vereecke e CUB Castillo Pérez |
| 6 de novembro 10:30 (UTC+9) Relatório | 19 16 20 - | Set 1 Set 2 Set 3 Set 4 Set 5 | 25 -    | Yoyogi National Stadium, Tóquio Público: 1.400 Árbitro(s): FRA Vereecke e CUB Castillo Pérez |

| 6 de novembro 12:45 (UTC+9) Relatório | Peru    | 0 – 3                         | Rússia | Yoyogi National Stadium, Tóquio Público: 2.700 Árbitro(s): SVK Mokry e NED Loderus |
| 6 de novembro 12:45 (UTC+9) Relatório | 15 20 - | Set 1 Set 2 Set 3 Set 4 Set 5 | 25 -   | Yoyogi National Stadium, Tóquio Público: 2.700 Árbitro(s): SVK Mokry e NED Loderus |

| 6 de novembro 15:00 (UTC+9) Relatório | Polônia     | 3 – 2                         | Coreia do Sul  | Yoyogi National Stadium, Tóquio Público: 4.850 Árbitro(s): KUW Alenezi e CZE Zahorcova |
| 6 de novembro 15:00 (UTC+9) Relatório | 15 25 22 17 | Set 1 Set 2 Set 3 Set 4 Set 5 | 25 17 18 25 15 | Yoyogi National Stadium, Tóquio Público: 4.850 Árbitro(s): KUW Alenezi e CZE Zahorcova |

| 6 de novembro 18:00 (UTC+9) Relatório | Japão      | 1 – 3                         | China      | Yoyogi National Stadium, Tóquio Público: 9.250 Árbitro(s): BRA Cimino e ITA Cinti |
| 6 de novembro 18:00 (UTC+9) Relatório | 23 29 12 - | Set 1 Set 2 Set 3 Set 4 Set 5 | 25 27 25 - | Yoyogi National Stadium, Tóquio Público: 9.250 Árbitro(s): BRA Cimino e ITA Cinti |

| 7 de novembro 10:30 (UTC+9) Relatório | Peru        | 1 – 3                         | Coreia do Sul | Yoyogi National Stadium, Tóquio Público: 1.380 Árbitro(s): CUB Castillo Pérez e SVK Mokry |
| 7 de novembro 10:30 (UTC+9) Relatório | 26 15 18 23 | Set 1 Set 2 Set 3 Set 4 Set 5 | 24 25         | Yoyogi National Stadium, Tóquio Público: 1.380 Árbitro(s): CUB Castillo Pérez e SVK Mokry |

| 7 de novembro 12:45 (UTC+9) Relatório | Sérvia | 3 – 1                         | China    | Yoyogi National Stadium, Tóquio Público: 2.450 Árbitro(s): CZE Zahorcova e FRA Vereecke |
| 7 de novembro 12:45 (UTC+9) Relatório | 21 25  | Set 1 Set 2 Set 3 Set 4 Set 5 | 25 20 22 | Yoyogi National Stadium, Tóquio Público: 2.450 Árbitro(s): CZE Zahorcova e FRA Vereecke |

| 7 de novembro 15:00 (UTC+9) Relatório | Polônia  | 0 – 3                         | Rússia | Yoyogi National Stadium, Tóquio Público: 4.100 Árbitro(s): NED Loderus e KUW Alenezi |
| 7 de novembro 15:00 (UTC+9) Relatório | 17 21 31 | Set 1 Set 2 Set 3 Set 4 Set 5 | 25 33  | Yoyogi National Stadium, Tóquio Público: 4.100 Árbitro(s): NED Loderus e KUW Alenezi |

| 7 de novembro 18:00 (UTC+9) Relatório | Japão    | 3 – 1                         | Turquia     | Yoyogi National Stadium, Tóquio Público: 7.950 Árbitro(s): ITA Cinti e BRA Cimino |
| 7 de novembro 18:00 (UTC+9) Relatório | 25 23 25 | Set 1 Set 2 Set 3 Set 4 Set 5 | 19 25 19 13 | Yoyogi National Stadium, Tóquio Público: 7.950 Árbitro(s): ITA Cinti e BRA Cimino |

| 9 de novembro 11:15 (UTC+9) Relatório | Sérvia    | 0 – 3                         | Rússia | Yoyogi National Stadium, Tóquio Público: 820 Árbitro(s): BRA Cimino e ITA Cinti |
| 9 de novembro 11:15 (UTC+9) Relatório | 19 8 12 - | Set 1 Set 2 Set 3 Set 4 Set 5 | 25 -   | Yoyogi National Stadium, Tóquio Público: 820 Árbitro(s): BRA Cimino e ITA Cinti |

| 9 de novembro 13:30 (UTC+9) Relatório | Peru       | 0 – 3                         | Turquia | Yoyogi National Stadium, Tóquio Público: 1.050 Árbitro(s): SVK Mokry e CZE Zahorcova |
| 9 de novembro 13:30 (UTC+9) Relatório | 15 18 20 - | Set 1 Set 2 Set 3 Set 4 Set 5 | 25 -    | Yoyogi National Stadium, Tóquio Público: 1.050 Árbitro(s): SVK Mokry e CZE Zahorcova |

| 9 de novembro 15:45 (UTC+9) Relatório | Polônia    | 0 – 3                         | China | Yoyogi National Stadium, Tóquio Público: 2.000 Árbitro(s): KUW Alenezi e NED Loderus |
| 9 de novembro 15:45 (UTC+9) Relatório | 21 23 18 - | Set 1 Set 2 Set 3 Set 4 Set 5 | 25 -  | Yoyogi National Stadium, Tóquio Público: 2.000 Árbitro(s): KUW Alenezi e NED Loderus |

| 9 de novembro 18:45 (UTC+9) Relatório | Japão | 3 – 0                         | Coreia do Sul | Yoyogi National Stadium, Tóquio Público: 6.900 Árbitro(s): FRA Vereecke e CUB Castillo Pérez |
| 9 de novembro 18:45 (UTC+9) Relatório | 25 -  | Set 1 Set 2 Set 3 Set 4 Set 5 | 22 17 19 -    | Yoyogi National Stadium, Tóquio Público: 6.900 Árbitro(s): FRA Vereecke e CUB Castillo Pérez |

| 10 de novembro 11:15 (UTC+9) Relatório | Peru       | 0 – 3                         | China | Yoyogi National Stadium, Tóquio Público: 500 Árbitro(s): CZE Zahorcova e BRA Cimino |
| 10 de novembro 11:15 (UTC+9) Relatório | 17 22 21 - | Set 1 Set 2 Set 3 Set 4 Set 5 | 25 -  | Yoyogi National Stadium, Tóquio Público: 500 Árbitro(s): CZE Zahorcova e BRA Cimino |

| 10 de novembro 13:30 (UTC+9) Relatório | Sérvia | 3 – 0                         | Coreia do Sul | Yoyogi National Stadium, Tóquio Público: 1.000 Árbitro(s): CUB Castillo Pérez e SVK Mokry |
| 10 de novembro 13:30 (UTC+9) Relatório | 25 -   | Set 1 Set 2 Set 3 Set 4 Set 5 | 17 22 16 -    | Yoyogi National Stadium, Tóquio Público: 1.000 Árbitro(s): CUB Castillo Pérez e SVK Mokry |

| 10 de novembro 15:45 (UTC+9) Relatório | Polônia       | 3 – 1                         | Turquia       | Yoyogi National Stadium, Tóquio Público: 1.730 Árbitro(s): ITA Cinti e FRA Vereecke |
| 10 de novembro 15:45 (UTC+9) Relatório | 25 24 27 25 - | Set 1 Set 2 Set 3 Set 4 Set 5 | 23 26 25 22 - | Yoyogi National Stadium, Tóquio Público: 1.730 Árbitro(s): ITA Cinti e FRA Vereecke |

| 10 de novembro 18:45 (UTC+9) Relatório | Japão         | 1 – 3                         | Rússia     | Yoyogi National Stadium, Tóquio Público: 6.000 Árbitro(s): NED Loderus e KUW Alenezi |
| 10 de novembro 18:45 (UTC+9) Relatório | 21 14 25 13 - | Set 1 Set 2 Set 3 Set 4 Set 5 | 25 23 25 - | Yoyogi National Stadium, Tóquio Público: 6.000 Árbitro(s): NED Loderus e KUW Alenezi |

### Grupo F (Nagoya)
|     |                |     | Jogos | Jogos | Jogos | Pontos | Pontos | Pontos | Sets | Sets | Sets  |
| Pos | Equipe         | Pts | T     | V     | D     | V      | P      | R      | V    | P    | R     |
| --- | -------------- | --- | ----- | ----- | ----- | ------ | ------ | ------ | ---- | ---- | ----- |
| 1   | Brasil         | 14  | 7     | 7     | 0     | 607    | 461    | 1.317  | 21   | 4    | 5.250 |
| 2   | Estados Unidos | 12  | 7     | 5     | 2     | 605    | 555    | 1.090  | 17   | 8    | 2.125 |
| 3   | Alemanha       | 11  | 7     | 4     | 3     | 514    | 475    | 1.082  | 13   | 10   | 1.300 |
| 4   | Itália         | 11  | 7     | 4     | 3     | 668    | 629    | 1.062  | 16   | 13   | 1.231 |
| 5   | Cuba           | 10  | 7     | 3     | 4     | 604    | 660    | 0.915  | 12   | 15   | 0.800 |
| 6   | Países Baixos  | 9   | 7     | 2     | 5     | 553    | 573    | 0.965  | 10   | 16   | 0.625 |
| 7   | Tailândia      | 9   | 7     | 2     | 5     | 470    | 577    | 0.815  | 7    | 17   | 0.412 |
| 8   | Chéquia        | 8   | 7     | 1     | 6     | 555    | 646    | 0.859  | 7    | 20   | 0.350 |

| 6 de novembro 11:00 (UTC+9) Relatório | Países Baixos | 3 – 1                         | Cuba          | Nippon Gaishi Hall, Nagoya Público: 1.736 Árbitro(s): JPN Tano e ESP Rodríguez |
| 6 de novembro 11:00 (UTC+9) Relatório | 25 22 25 -    | Set 1 Set 2 Set 3 Set 4 Set 5 | 12 25 12 20 - | Nippon Gaishi Hall, Nagoya Público: 1.736 Árbitro(s): JPN Tano e ESP Rodríguez |

| 6 de novembro 13:15 (UTC+9) Relatório | Chéquia | 0 – 3                         | Estados Unidos | Nippon Gaishi Hall, Nagoya Público: 2.752 Árbitro(s): KOR Kim e SRB Jovanovic |
| 6 de novembro 13:15 (UTC+9) Relatório | 20 13 - | Set 1 Set 2 Set 3 Set 4 Set 5 | 25 -           | Nippon Gaishi Hall, Nagoya Público: 2.752 Árbitro(s): KOR Kim e SRB Jovanovic |

| 6 de novembro 15:30 (UTC+9) Relatório | Brasil | 3 – 0                         | Tailândia | Nippon Gaishi Hall, Nagoya Público: 3.069 Árbitro(s): IRI Shahmiri e CHN Liu |
| 6 de novembro 15:30 (UTC+9) Relatório | 25 -   | Set 1 Set 2 Set 3 Set 4 Set 5 | 19 16 -   | Nippon Gaishi Hall, Nagoya Público: 3.069 Árbitro(s): IRI Shahmiri e CHN Liu |

| 6 de novembro 18:00 (UTC+9) Relatório | Itália     | 3 – 1                         | Alemanha     | Nippon Gaishi Hall, Nagoya Público: 2.521 Árbitro(s): GRE Karampetsos e RUS Zenovich |
| 6 de novembro 18:00 (UTC+9) Relatório | 22 32 25 - | Set 1 Set 2 Set 3 Set 4 Set 5 | 25 30 8 15 - | Nippon Gaishi Hall, Nagoya Público: 2.521 Árbitro(s): GRE Karampetsos e RUS Zenovich |

| 7 de novembro 11:00 (UTC+9) Relatório | Países Baixos | 1 – 3                         | Tailândia  | Nippon Gaishi Hall, Nagoya Público: 1.829 Árbitro(s): ESP Rodríguez e GRE Karampetsos |
| 7 de novembro 11:00 (UTC+9) Relatório | 15 23 25 24 - | Set 1 Set 2 Set 3 Set 4 Set 5 | 25 15 26 - | Nippon Gaishi Hall, Nagoya Público: 1.829 Árbitro(s): ESP Rodríguez e GRE Karampetsos |

| 7 de novembro 13:15 (UTC+9) Relatório | Chéquia   | 0 – 3                         | Alemanha | Nippon Gaishi Hall, Nagoya Público: 2.887 Árbitro(s): RUS Zenovich e KOR Kim |
| 7 de novembro 13:15 (UTC+9) Relatório | 8 17 16 - | Set 1 Set 2 Set 3 Set 4 Set 5 | 25 -     | Nippon Gaishi Hall, Nagoya Público: 2.887 Árbitro(s): RUS Zenovich e KOR Kim |

| 7 de novembro 15:30 (UTC+9) Relatório | Brasil  | 3 – 1                         | Cuba          | Nippon Gaishi Hall, Nagoya Público: 4.394 Árbitro(s): SRB Jovanovic e IRI Shahmiri |
| 7 de novembro 15:30 (UTC+9) Relatório | 23 25 - | Set 1 Set 2 Set 3 Set 4 Set 5 | 25 20 13 18 - | Nippon Gaishi Hall, Nagoya Público: 4.394 Árbitro(s): SRB Jovanovic e IRI Shahmiri |

| 7 de novembro 18:00 (UTC+9) Relatório | Itália     | 3 – 1                         | Estados Unidos | Nippon Gaishi Hall, Nagoya Público: 2.309 Árbitro(s): CHN Liu e JPN Tano |
| 7 de novembro 18:00 (UTC+9) Relatório | 25 24 27 - | Set 1 Set 2 Set 3 Set 4 Set 5 | 16 26 25 -     | Nippon Gaishi Hall, Nagoya Público: 2.309 Árbitro(s): CHN Liu e JPN Tano |

| 9 de novembro 11:45 (UTC+9) Relatório | Chéquia       | 1 – 3                         | Cuba       | Nippon Gaishi Hall, Nagoya Público: 426 Árbitro(s): IRI Shahmiri e CHN Liu |
| 9 de novembro 11:45 (UTC+9) Relatório | 22 30 22 23 - | Set 1 Set 2 Set 3 Set 4 Set 5 | 25 28 25 - | Nippon Gaishi Hall, Nagoya Público: 426 Árbitro(s): IRI Shahmiri e CHN Liu |

| 9 de novembro 14:10 (UTC+9) Relatório | Brasil | 3 – 0                         | Alemanha   | Nippon Gaishi Hall, Nagoya Público: 612 Árbitro(s): JPN Tano e RUS Zenovich |
| 9 de novembro 14:10 (UTC+9) Relatório | 25 -   | Set 1 Set 2 Set 3 Set 4 Set 5 | 16 13 21 - | Nippon Gaishi Hall, Nagoya Público: 612 Árbitro(s): JPN Tano e RUS Zenovich |

| 9 de novembro 16:15 (UTC+9) Relatório | Itália | 3 – 0                         | Tailândia  | Nippon Gaishi Hall, Nagoya Público: 469 Árbitro(s): GRE Karampetsos e SRB Jovanovic |
| 9 de novembro 16:15 (UTC+9) Relatório | 25 -   | Set 1 Set 2 Set 3 Set 4 Set 5 | 13 12 19 - | Nippon Gaishi Hall, Nagoya Público: 469 Árbitro(s): GRE Karampetsos e SRB Jovanovic |

| 9 de novembro 18:30 (UTC+9) Relatório | Países Baixos | 0 – 3                         | Estados Unidos | Nippon Gaishi Hall, Nagoya Público: 382 Árbitro(s): KOR Kim e ESP Rodríguez |
| 9 de novembro 18:30 (UTC+9) Relatório | 17 22 18      | Set 1 Set 2 Set 3 Set 4 Set 5 | 25 -           | Nippon Gaishi Hall, Nagoya Público: 382 Árbitro(s): KOR Kim e ESP Rodríguez |

| 10 de novembro 11:45 (UTC+9) Relatório | Chéquia       | 1 – 3                         | Tailândia | Nippon Gaishi Hall, Nagoya Público: 612 Árbitro(s): CHN Liu e JPN Tano |
| 10 de novembro 11:45 (UTC+9) Relatório | 25 18 20 23 - | Set 1 Set 2 Set 3 Set 4 Set 5 | 16 25 -   | Nippon Gaishi Hall, Nagoya Público: 612 Árbitro(s): CHN Liu e JPN Tano |

| 10 de novembro 14:00 (UTC+9) Relatório | Brasil     | 3 – 1                         | Estados Unidos | Nippon Gaishi Hall, Nagoya Público: 1.351 Árbitro(s): SRB Jovanovic e KOR Kim |
| 10 de novembro 14:00 (UTC+9) Relatório | 25 24 25 - | Set 1 Set 2 Set 3 Set 4 Set 5 | 19 26 19 23 -  | Nippon Gaishi Hall, Nagoya Público: 1.351 Árbitro(s): SRB Jovanovic e KOR Kim |

| 10 de novembro 16:15 (UTC+9) Relatório | Países Baixos | 1 – 3                         | Alemanha   | Nippon Gaishi Hall, Nagoya Público: 1.033 Árbitro(s): RUS Zenovich e IRI Shahmiri |
| 10 de novembro 16:15 (UTC+9) Relatório | 12 14 25 -    | Set 1 Set 2 Set 3 Set 4 Set 5 | 25 19 27 - | Nippon Gaishi Hall, Nagoya Público: 1.033 Árbitro(s): RUS Zenovich e IRI Shahmiri |

| 10 de novembro 18:30 (UTC+9) Relatório | Itália         | 2 – 3                         | Cuba           | Nippon Gaishi Hall, Nagoya Público: 962 Árbitro(s): ESP Rodríguez e GRE Karampetsos |
| 10 de novembro 18:30 (UTC+9) Relatório | 25 24 25 23 22 | Set 1 Set 2 Set 3 Set 4 Set 5 | 16 26 21 25 24 | Nippon Gaishi Hall, Nagoya Público: 962 Árbitro(s): ESP Rodríguez e GRE Karampetsos |

## Fase final

### Classificação 9º–12º lugar
|  | Classificação 9º–12º lugar | Classificação 9º–12º lugar |   |                         | 9º lugar                | 9º lugar |  |
|  |                            |                            |   |                         |                         |          |  |
|  | 13 de novembro – Tóquio    |                            |   |                         |                         |          |  |
|  | Polônia                    | 3                          |   |                         |                         |          |  |
|  | Países Baixos              | 2                          |   |                         |                         |          |  |
|  |                            |                            |   |                         |                         |          |  |
|  |                            |                            |   |                         | 14 de novembro – Tóquio |          |  |
|  |                            |                            |   |                         | Polônia                 | 3        |  |
|  |                            | China                      | 0 |                         |                         |          |  |
|  |                            |                            |   |                         |                         |          |  |
|  |                            |                            |   |                         |                         |          |  |
|  |                            |                            |   |                         | 11º lugar               |          |  |
|  | 13 de novembro – Tóquio    | 13 de novembro – Tóquio    |   | 14 de novembro – Tóquio | 14 de novembro – Tóquio |          |  |
|  | Cuba                       | 1                          |   | Países Baixos           | 3                       |          |  |
|  | China                      | 3                          |   |                         | Cuba                    | 0        |  |

| 13 de novembro 12:30 (UTC+9) Relatório | Polônia     | 3 – 2                         | Países Baixos | Yoyogi National Stadium, Tóquio Público: 2.600 Árbitro(s): FRA Vereecke e SVK Mokry |
| 13 de novembro 12:30 (UTC+9) Relatório | 24 25 19 15 | Set 1 Set 2 Set 3 Set 4 Set 5 | 26 22 25 9    | Yoyogi National Stadium, Tóquio Público: 2.600 Árbitro(s): FRA Vereecke e SVK Mokry |

| 13 de novembro 13:00 (UTC+9) Relatório | Cuba          | 1 – 3                         | China   | Tokyo Metropolitan Gymnasium, Tóquio Público: 450 Árbitro(s): JPN Tano e RUS Zenovich |
| 13 de novembro 13:00 (UTC+9) Relatório | 25 22 19 22 - | Set 1 Set 2 Set 3 Set 4 Set 5 | 16 25 - | Tokyo Metropolitan Gymnasium, Tóquio Público: 450 Árbitro(s): JPN Tano e RUS Zenovich |

#### Disputa pelo 11º lugar
| 14 de novembro 13:00 (UTC+9) Relatório | Países Baixos | 3 – 0                         | Cuba       | Tokyo Metropolitan Gymnasium, Tóquio Público: 520 Árbitro(s): CHN Liu e IRI Shahmiri |
| 14 de novembro 13:00 (UTC+9) Relatório | 32 25 -       | Set 1 Set 2 Set 3 Set 4 Set 5 | 30 23 17 - | Tokyo Metropolitan Gymnasium, Tóquio Público: 520 Árbitro(s): CHN Liu e IRI Shahmiri |

#### Disputa pelo 9º lugar
| 14 de novembro 14:00 (UTC+9) Relatório | Polônia | 3 – 0                         | China      | Yoyogi National Stadium, Tóquio Público: 4.950 Árbitro(s): RUS Zenovich e FRA Vereecke |
| 14 de novembro 14:00 (UTC+9) Relatório | 25 -    | Set 1 Set 2 Set 3 Set 4 Set 5 | 23 21 22 - | Yoyogi National Stadium, Tóquio Público: 4.950 Árbitro(s): RUS Zenovich e FRA Vereecke |

### Classificação 5º–8º lugar
|  | Classificação 5º–8º lugar | Classificação 5º–8º lugar |   |                         | 5º lugar                | 5º lugar |  |
|  |                           |                           |   |                         |                         |          |  |
|  | 13 de novembro – Tóquio   |                           |   |                         |                         |          |  |
|  | Sérvia                    | 0                         |   |                         |                         |          |  |
|  | Itália                    | 3                         |   |                         |                         |          |  |
|  |                           |                           |   |                         |                         |          |  |
|  |                           |                           |   |                         | 14 de novembro – Tóquio |          |  |
|  |                           |                           |   |                         | Itália                  | 3        |  |
|  |                           | Turquia                   | 0 |                         |                         |          |  |
|  |                           |                           |   |                         |                         |          |  |
|  |                           |                           |   |                         |                         |          |  |
|  |                           |                           |   |                         | 7º lugar                |          |  |
|  | 13 de novembro – Tóquio   | 13 de novembro – Tóquio   |   | 14 de novembro – Tóquio | 14 de novembro – Tóquio |          |  |
|  | Alemanha                  | 2                         |   | Sérvia                  | 1                       |          |  |
|  | Turquia                   | 3                         |   |                         | Alemanha                | 3        |  |

| 13 de novembro 15:30 (UTC+9) Relatório | Alemanha    | 2 – 3                         | Turquia     | Tokyo Metropolitan Gymnasium, Tóquio Público: 620 Árbitro(s): CUB Castillo Pérez e BRA Cimino |
| 13 de novembro 15:30 (UTC+9) Relatório | 23 18 25 11 | Set 1 Set 2 Set 3 Set 4 Set 5 | 25 14 20 15 | Tokyo Metropolitan Gymnasium, Tóquio Público: 620 Árbitro(s): CUB Castillo Pérez e BRA Cimino |

| 13 de novembro 18:00 (UTC+9) Relatório | Sérvia     | 0 – 3                         | Itália | Tokyo Metropolitan Gymnasium, Tóquio Público: 700 Árbitro(s): KOR Kim e KUW Alenezi |
| 13 de novembro 18:00 (UTC+9) Relatório | 20 15 22 - | Set 1 Set 2 Set 3 Set 4 Set 5 | 25 -   | Tokyo Metropolitan Gymnasium, Tóquio Público: 700 Árbitro(s): KOR Kim e KUW Alenezi |

#### Disputa pelo 7º lugar
| 14 de novembro 15:30 (UTC+9) Relatório | Sérvia        | 1 – 3                         | Alemanha | Tokyo Metropolitan Gymnasium, Tóquio Público: 630 Árbitro(s): GRE Karampetsos e KUW Alenezi |
| 14 de novembro 15:30 (UTC+9) Relatório | 25 21 22 23 - | Set 1 Set 2 Set 3 Set 4 Set 5 | 20 25 -  | Tokyo Metropolitan Gymnasium, Tóquio Público: 630 Árbitro(s): GRE Karampetsos e KUW Alenezi |

#### Disputa pelo 5º lugar
| 14 de novembro 18:00 (UTC+9) Relatório | Itália | 3 – 0                         | Turquia    | Tokyo Metropolitan Gymnasium, Tóquio Público: 710 Árbitro(s): SRB Jovanovic e ESP Rodríguez |
| 14 de novembro 18:00 (UTC+9) Relatório | 25 -   | Set 1 Set 2 Set 3 Set 4 Set 5 | 23 20 21 - | Tokyo Metropolitan Gymnasium, Tóquio Público: 710 Árbitro(s): SRB Jovanovic e ESP Rodríguez |

### Semifinais
|  | Semifinais              | Semifinais              |   |                         | Final                   | Final |  |
|  |                         |                         |   |                         |                         |       |  |
|  | 13 de novembro – Tóquio |                         |   |                         |                         |       |  |
|  | Rússia                  | 3                       |   |                         |                         |       |  |
|  | Estados Unidos          | 1                       |   |                         |                         |       |  |
|  |                         |                         |   |                         |                         |       |  |
|  |                         |                         |   |                         | 14 de novembro – Tóquio |       |  |
|  |                         |                         |   |                         | Rússia                  | 3     |  |
|  |                         | Brasil                  | 2 |                         |                         |       |  |
|  |                         |                         |   |                         |                         |       |  |
|  |                         |                         |   |                         |                         |       |  |
|  |                         |                         |   |                         | Terceiro lugar          |       |  |
|  | 13 de novembro – Tóquio | 13 de novembro – Tóquio |   | 14 de novembro – Tóquio | 14 de novembro – Tóquio |       |  |
|  | Brasil                  | 3                       |   | Estados Unidos          | 2                       |       |  |
|  | Japão                   | 2                       |   |                         | Japão                   | 3     |  |

| 13 de novembro 15:00 (UTC+9) Relatório | Rússia     | 3 – 1                         | Estados Unidos | Yoyogi National Stadium, Tóquio Público: 5.800 Árbitro(s): NED Loderus e SRB Jovanovic |
| 13 de novembro 15:00 (UTC+9) Relatório | 25 13 25 - | Set 1 Set 2 Set 3 Set 4 Set 5 | 16 25 19 21 -  | Yoyogi National Stadium, Tóquio Público: 5.800 Árbitro(s): NED Loderus e SRB Jovanovic |

| 13 de novembro 18:00 (UTC+9) Relatório | Brasil      | 3 – 2                         | Japão       | Yoyogi National Stadium, Tóquio Público: 11.000 Árbitro(s): ITA Cinti e CZE Zahorcova |
| 13 de novembro 18:00 (UTC+9) Relatório | 22 33 25 15 | Set 1 Set 2 Set 3 Set 4 Set 5 | 25 35 22 11 | Yoyogi National Stadium, Tóquio Público: 11.000 Árbitro(s): ITA Cinti e CZE Zahorcova |

#### Disputa pelo 3º lugar
| 14 de novembro 17:00 (UTC+9) Relatório | Estados Unidos | 2 – 3                         | Japão          | Yoyogi National Stadium, Tóquio Público: 12.000 Árbitro(s): BRA Cimino e NED Loderus |
| 14 de novembro 17:00 (UTC+9) Relatório | 25 23 25 19 8  | Set 1 Set 2 Set 3 Set 4 Set 5 | 18 25 21 25 15 | Yoyogi National Stadium, Tóquio Público: 12.000 Árbitro(s): BRA Cimino e NED Loderus |

#### Final
| 14 de novembro 19:45 (UTC+9) Relatório | Rússia         | 3 – 2                         | Brasil         | Yoyogi National Stadium, Tóquio Público: 8.200 Árbitro(s): KOR Kim e JPN Tano |
| 14 de novembro 19:45 (UTC+9) Relatório | 21 25 20 25 15 | Set 1 Set 2 Set 3 Set 4 Set 5 | 25 17 25 14 11 | Yoyogi National Stadium, Tóquio Público: 8.200 Árbitro(s): KOR Kim e JPN Tano |

## Classificação final
| Campeão | Vice-campeão | Terceiro lugar |
| RússiaMaria Borodakova · Lesya Makhno · Maria Perepelkina · Liubov Shashkova · Svetlana Kryuchkova · Nataliya Goncharova · Ekaterina Gamova · Vera Ulyakina · Evgeniya Startseva · Ekaterina Kabeshova · Tatiana Kosheleva · Yulia Merkulova | BrasilFabiana Claudino · Caroline Gattaz · Danielle Lins · Adenízia Silva · Thaísa Menezes · Jaqueline Carvalho · Wélissa Gonzaga · Joyce Silva · Natália Pereira · Sheilla Castro · Fabiana de Oliveira · Fernanda Garay · Josefa Fabíola de Souza · Camila Brait | Japão Megumi Kurihara · Hitomi Nakamichi · Yoshie Takeshita · Kaori Inoue · Ai Yamamoto · Yuko Sano · Mai Yamaguchi · Mizuho Ishida · Erika Araki · Saori Kimura · Yukiko Ebata · Saori Sakoda · Akiko Ino · Kanari Hamaguchi |

| 4  | Estados Unidos       |
| 5  | Itália               |
| 6  | Turquia              |
| 7  | Alemanha             |
| 8  | Sérvia               |
| 9  | Polônia              |
| 10 | China                |
| 11 | Países Baixos        |
| 12 | Cuba                 |
| 13 | Coreia do Sul        |
| 13 | Tailândia            |
| 15 | Peru                 |
| 15 | Chéquia              |
| 17 | Costa Rica           |
| 17 | Croácia              |
| 17 | República Dominicana |
| 17 | Porto Rico           |
| 21 | Argélia              |
| 21 | Canadá               |
| 21 | Cazaquistão          |
| 21 | Quênia               |

## Prêmios individuais
| MVP (Most Valuable Player) | Ekaterina Gamova  | Rússia         |
| Melhor atacante            | Tatiana Kosheleva | Rússia         |
| Melhor bloqueadora         | Christiane Fürst  | Alemanha       |
| Melhor sacadora            | Maret Grothues    | Países Baixos  |
| Melhor líbero              | Stacy Sykora      | Estados Unidos |
| Melhor levantadora         | Wei Qiuyue        | China          |
| Melhor receptora           | Logan Tom         | Estados Unidos |
| Maior pontuadora           | Neslihan Darnel   | Turquia        |

## Estatísticas por fundamento
| Posição | Jogador              | Pontos |
| ------- | -------------------- | ------ |
| 1       | TUR Neslihan Darnel  | 251    |
| 2       | JPN Saori Kimura     | 240    |
| 3       | RUS Ekaterina Gamova | 223    |
| 4       | CUB Kenia Carcaces   | 222    |
| 5       | USA Destinee Hooker  | 219    |

| Posição | Jogador               | Aproveitamento (%) |
| ------- | --------------------- | ------------------ |
| 1       | RUS Tatiana Kosheleva | 53,88              |
| 2       | CHN Ma Yunwen         | 53,37              |
| 3       | RUS Ekaterina Gamova  | 51,51              |
| 4       | RUS Liubov Shashkova  | 50,22              |
| 5       | CUB Kenia Carcaces    | 49,25              |

| Posição | Jogador              | Média de pontos por set |
| ------- | -------------------- | ----------------------- |
| 1       | GER Christiane Fürst | 0,87                    |
| 2       | CHN Xue Ming         | 0,84                    |
| 3       | BRA Thaísa Menezes   | 0,83                    |
| 4       | BRA Fabiana Claudino | 0,83                    |
| 5       | JPN Kaori Inoue      | 0,80                    |

| Posição | Jogador             | Média de pontos por set |
| ------- | ------------------- | ----------------------- |
| 1       | NED Maret Grothues  | 0,50                    |
| 2       | CHN Wang Yimei      | 0,46                    |
| 3       | POL Anna Werblińska | 0,46                    |
| 4       | JPN Saori Kimura    | 0,43                    |
| 5       | TUR Neslihan Darnel | 0,42                    |

| Posição | Jogador                 | Média de defesas por set |
| ------- | ----------------------- | ------------------------ |
| 1       | USA Stacy Sykora        | 4,85                     |
| 2       | JPN Yuko Sano           | 3,55                     |
| 3       | GER Kerstin Tzscherlich | 3,42                     |
| 4       | BRA Fabiana de Oliveira | 3,15                     |
| 5       | ITA Paola Cardullo      | 3,12                     |

| Posição | Jogador              | Levantamentos por set |
| ------- | -------------------- | --------------------- |
| 1       | CHN Wei Qiuyue       | 9,54                  |
| 2       | JPN Yoshie Takeshita | 9,20                  |
| 3       | USA Alisha Glass     | 8,43                  |
| 4       | GER Kathleen Weiss   | 8,32                  |
| 5       | TUR Naz Aydemir      | 8,16                  |

| Posição | Jogador                 | Aproveitamento (%) |
| ------- | ----------------------- | ------------------ |
| 1       | USA Logan Tom           | 57,49              |
| 2       | ITA Antonella Del Core  | 56,81              |
| 3       | RUS Svetlana Kryuchkova | 55,83              |
| 4       | BRA Jaqueline Carvalho  | 54,46              |
| 5       | TUR Esra Gümüş          | 52,24              |

| Posição | Jogador                 | Média de recepções por set |
| ------- | ----------------------- | -------------------------- |
| 1       | USA Stacy Sykora        | 7,13                       |
| 2       | JPN Yuko Sano           | 6,20                       |
| 2       | RUS Svetlana Kryuchkova | 6,20                       |
| 4       | CHN Zhang Xian          | 5,76                       |
| 5       | GER Kerstin Tzscherlich | 5,68                       |